# 貴金属装身具製作技能士
貴金属装身具製作技能士（ききんぞくそうしんぐせいさくぎのうし）とは、国家資格である技能検定制度の一種で、都道府県知事（問題作成等は中央職業能力開発協会、試験の実施等は都道府県職業能力開発協会）が実施する、貴金属装身具製作に関する学科及び実技試験に合格した者をいう。
なお職業能力開発促進法により、貴金属装身具製作技能士資格を持っていないものが貴金属装身具製作技能士と称することは禁じられている。

## 級別
1級、2級、3級（2010年（平成22年）より開始）の別がある。

## 受検資格
1級
- 実務経験のみで7年以上
- 専門学校で関連する学科を修了後、実務経験が6（4）年以上ある者
- 2級資格を取得してから実務経験が2年以上ある者
- 3級資格を取得してから実務経験が4年以上ある者

2級
- 実務経験のみで2年以上
- 専門学校で関連する学科を修了した者
- 3級資格を取得してから実務経験が0年以上ある者

3級
- 検定職種の実務経験を有するもの
- 厚生労働大臣の指定を受けた否かにかかわらない専門学校在学及び修了した者

## 実技作業試験内容（貴金属装身具製作作業）
1級
下記は平成24年度試験（年度により課題変更の可能性もある）
- 受検者が持参した材料{Au750‰(K18)板、Au750‰(K18)丸線}及び支給された材料{Au585‰(K14)ろう、キュービックジルコニア}を使用して、指定された製作図により長方形の作品を製作する。
- 試験時間＝7時間

2級
- 下記は平成24年度試験（年度により課題変更の可能性もある）

受検者が持参した材料{Au750‰(K18)板}及び支給された材料{Au585‰(K14)ろう}を使用して、指定された製作図及び見取図により三角形の作品を製作する。
- 試験時間＝7時間

3級
- 下記は平成24年度試験（年度により課題変更の可能性もある）

受検者が持参した材料{Ag925角棒、パイプ）及び支給された材料{Ag五分ろう}を使用して、指定された製作図及び見取図により指輪を製作する。
- 試験時間＝3時間